# Vild med dans (sæson 16)
Den 16. sæson af Vild med dans blev sendt i efteråret 2019 på TV 2. Sæsonstart var fredag den 13. september 2019. Finalen foregik i Forum Horsens fredag den 29. november 2019.
Denne sæsons vindere Jakob Fauerby og Silas Holst er det første par af samme køn i verdenshistorie, som har vundet Vild med dans.
I denne sæson af Vild med dans dansede to mænd sammen, hvilket er første gang, at et par består af to af samme køn i den danske udgave af Vild med dans.
I denne sæson introducerede TV 2 også en ny udfordring kaldet Ønskedans, hvor hvert par på et tidspunkt i sæsonen selv måtte vælge en dans ud af tre danse: moderne dans, street og showdans.

## Par
| #  | Kendt                | Profession             | Danser                   | Status      |
| -- | -------------------- | ---------------------- | ------------------------ | ----------- |
| 12 | Anne Dorte Michelsen | Sanger og sangskriver  | Marc Mariboe Christensen | Ude         |
| 11 | Marie Bach Hansen    | Skuespiller            | Martin Parnov Reichardt  | Ude         |
| 10 | Christel Pixi        | DJ og dessertkok       | Thomas Evers Poulsen     | Ude         |
| 9  | Birgit Aaby          | Iværksætter            | Frederik Nonnemann       | Ude         |
| 8  | Michael Maze         | Bordtennisspiller      | Mie Martha Moltke        | Ude         |
| 7  | Umut Sakarya         | Kok                    | Jenna Bagge              | Udgik       |
| 6  | Mikkel Kessler       | Bokser                 | Mille Funk               | Ude         |
| 5  | Neel Rønholt         | Skuespiller            | Michael Olesen           | Ude         |
| 4  | Oscar Bjerrehuus     | Model                  | Asta Björk Ivarsdottir   | Ude         |
| 3  | Christopher Læssø    | Skuespiller og tv-vært | Karina Frimodt           | Tredjeplads |
| 2  | Coco O.              | Sanger og sangskriver  | Morten Kjeldgaard        | Andenplads  |
| 1  | Jakob Fauerby        | Skuespiller            | Silas Holst              | Vindere     |

## Resultater
| Par                  | Plads | 1  | 2  | 1+2 | 3  | 4  | 5  | 6  | 7       | 8  | 9        | 8+9 | 10      | 11       | 12       |  |
| -------------------- | ----- | -- | -- | --- | -- | -- | -- | -- | ------- | -- | -------- | --- | ------- | -------- | -------- |  |
| Jakob & Silas        | 1     | 18 | 23 | 41  | 26 | 30 | 22 | 28 | 38+2=40 | 31 | 40+33=73 | 104 | 37+5=42 | 39+38=77 | 40+37=77 |  |
| Coco & Morten        | 2     | 14 | 15 | 29  | 24 | 24 | 28 | 29 | 34+1=35 | 34 | 34+36=70 | 104 | 40+2=42 | 39+37=76 | 37+40=77 |  |
| Christopher & Karina | 3     | 11 | 21 | 32  | 16 | 22 | 24 | 28 | 24+0=24 | 40 | 38+33=71 | 111 | 35+3=38 | 39+38=77 | 38+37=75 |  |
| Oscar & Asta         | 4     | 10 | 11 | 21  | 21 | 17 | 17 | 21 | 23+0=23 | 36 | 31+36=67 | 103 | 28+1=29 | 35+37=72 |          |  |
| Neel & Michael       | 5     | 14 | 19 | 33  | 27 | 25 | 23 | 26 | 33+3=36 | 32 | 33+36=69 | 101 | 36+4=40 |          |          |  |
| Mikkel & Mille       | 6     | 8  | 14 | 22  | 23 | 17 | 22 | 24 | 23+0=23 | 25 | 30+33=63 | 88  |         |          |          |  |
| Umut & Jenna         | 7     | 4  | 8  | 12  | 12 | 13 | 13 | 16 | 16+0=16 | —  |          |     |         |          |          |  |
| Michael & Mie        | 8     | 12 | 16 | 28  | 19 | 13 | 20 | 22 |         |    |          |     |         |          |          |  |
| Birgit & Frederik    | 9     | 10 | 12 | 22  | 13 | 14 | 15 |    |         |    |          |     |         |          |          |  |
| Christel & Thomas    | 10    | 13 | 18 | 31  | 22 | 16 |    |    |         |    |          |     |         |          |          |  |
| Marie & Martin       | 11    | 13 | 19 | 32  | 22 |    |    |    |         |    |          |     |         |          |          |  |
| Anne Dorte & Marc    | 12    | 7  | 8  | 15  |    |    |    |    |         |    |          |     |         |          |          |  |

Nøgle
     indikerer parret, der fik førstepladsen
     indikerer parret, der fik andenpladsen
     indikerer parret, der fik tredjepladsen
     indikerer parret, der var i omdans, men gik videre
     indikerer parret, der udgik
     indikerer det første par, der blev stemt ud
     indikerer parret, der er fredet i denne episode.
Grønne tal indikerer de højeste point for hver uge
Røde tal indikerer de laveste point for hver uge

### Gennemsnit
| Plads ift. gennemsnit | Plads | Par                  | Total | Antal danse | Gennemsnit |
| --------------------- | ----- | -------------------- | ----- | ----------- | ---------- |
| 1                     | 1     | Jakob & Silas        | 481   | 15          | 32.1       |
| 2                     | 2     | Coco & Morten        | 465   | 15          | 31.0       |
| 3                     | 3     | Christopher & Karina | 444   | 15          | 29.6       |
| 4                     | 5     | Neel & Michael       | 304   | 11          | 27.6       |
| 5                     | 4     | Oscar & Asta         | 323   | 13          | 24.8       |
| 6                     | 6     | Mikkel & Mille       | 219   | 10          | 21.9       |
| 7                     | 11    | Marie & Martin       | 54    | 3           | 18.0       |
| 8                     | 10    | Christel & Thomas    | 69    | 4           | 17.3       |
| 9                     | 8     | Michael & Mie        | 102   | 6           | 17.0       |
| 10                    | 9     | Birgit & Frederik    | 64    | 5           | 12.8       |
| 11                    | 7     | Umut & Jenna         | 82    | 7           | 11.7       |
| 12                    | 12    | Anne Dorte & Marc    | 15    | 2           | 7.5        |

## Danse og sange

### Uge 1: Premiere
| Nummer | Par                  | Dans        | Musik                                        | Hübbe | Laxholm | Eihilt | Werner | Point |
| ------ | -------------------- | ----------- | -------------------------------------------- | ----- | ------- | ------ | ------ | ----- |
| 1      | Christopher & Karina | Quickstep   | ‘’Make Way’’ — Aloe Blacc                    | 3     | 3       | 3      | 2      | 11    |
| 2      | Neel & Michael       | Cha-cha-cha | ‘’Senorita’’ — Camila Cabello & Shawn Mendes | 4     | 4       | 3      | 3      | 14    |
| 3      | Mikkel & Mille       | Vals        | ‘’Edelweiss’’ — Julie Andrews & Bill Lee     | 1     | 2       | 2      | 3      | 8     |
| 4      | Oscar & Asta         | Jive        | ’’Something Got A Hold Of Me’’ — Etta James  | 2     | 3       | 2      | 3      | 10    |
| 5      | Anne Dorte & Marc    | Cha-cha-cha | ‘’Easy Lover’’ — Phil Collins                | 2     | 2       | 1      | 2      | 7     |
| 6      | Marie & Martin       | Vals        | ‘’I'm Kissing You’’ — Des'ree                | 2     | 3       | 4      | 4      | 13    |
| 7      | Umut & Jenna         | Jive        | ‘’Lets Twist Again’’ — Chubby Checker        | 1     | 1       | 1      | 1      | 4     |
| 8      | Christel & Thomas    | Quickstep   | ‘’Goosebumps’’ — Meghan Trainor              | 3     | 3       | 4      | 3      | 13    |
| 9      | Jakob & Silas        | Cha-cha-cha | ‘’No Roots’’ — Alice Merton                  | 4     | 4       | 5      | 5      | 18    |
| 10     | Coco & Morten        | Jive        | ‘’Tequila’’ — The Champs                     | 3     | 4       | 3      | 4      | 14    |
| 11     | Birgit & Frederik    | Vals        | ‘’Only One Road’’ — Celine Dion              | 2     | 3       | 3      | 2      | 10    |
| 12     | Michael & Mie        | Quickstep   | ‘’Cant Touch It’’ — Ricki Lee Coulter        | 3     | 3       | 3      | 3      | 12    |

- I den første uge blev ingen par stemt ud.

### Uge 2
| Nummer | Par                  | Dans      | Musik                                            | Hübbe | Laxholm | Eihilt | Werner | Point | Resultat |
| ------ | -------------------- | --------- | ------------------------------------------------ | ----- | ------- | ------ | ------ | ----- | -------- |
| 1      | Coco & Morten        | Tango     | "Wish I didn't miss You" - Angie Stone           | 4     | 4       | 3      | 4      | 15    | Videre   |
| 2      | Michael & Mie        | Jive      | ”Runaway Baby” - Bruno Mars                      | 4     | 4       | 4      | 4      | 16    | Videre   |
| 3      | Anne Dorte & Marc    | Vals      | ”Answar Me My Love” - Nat King Cole              | 2     | 2       | 2      | 2      | 8     | Ude      |
| 4      | Marie & Martin       | Pasodoble | ”Scott and Frans Pasodoble” - David Hirschfelder | 5     | 4       | 4      | 6      | 19    | Videre   |
| 5      | Christel & Thomas    | Jive      | “Tutti Frutti” - Little Richard                  | 5     | 5       | 4      | 4      | 18    | Videre   |
| 6      | Jakob & Silas        | Vals      | “Foolish“ - Johnny Mathis                        | 6     | 6       | 5      | 6      | 23    | Videre   |
| 7      | Birgit & Frederik    | Pasodoble | “Heksedansen” - Raquel Rastenni                  | 3     | 3       | 3      | 3      | 12    | Omdans   |
| 8      | Christopher & Karina | Jive      | “Hey Ya” - OutKast                               | 6     | 5       | 5      | 5      | 21    | Videre   |
| 9      | Umut & Jenna         | Tango     | ”Hot Stuff” - Donna Summer                       | 2     | 2       | 2      | 2      | 8     | Videre   |
| 10     | Neel & Michael       | Vals      | ”If I Knew Then” - Lady Antebellum               | 5     | 5       | 4      | 5      | 19    | Videre   |
| 11     | Mikkel & Mille       | Pasodoble | ”Pasodouble” - Danny Marlando                    | 3     | 4       | 3      | 4      | 14    | Videre   |
| 12     | Oscar & Asta         | Tango     | ”Run Boy Run” - Woodkid                          | 3     | 3       | 2      | 3      | 11    | Videre   |

### Uge 3: Dans i film
| Nummer | Par                  | Dans      | Musik                                                | Hübbe | Laxholm | Eihilt | Werner | Point | Resultat |
| ------ | -------------------- | --------- | ---------------------------------------------------- | ----- | ------- | ------ | ------ | ----- | -------- |
| 1      | Jakob & Silas        | Jive      | ’’Blues Brothers’’ - Micael Ball                     | 7     | 7       | 6      | 6      | 26    | Videre   |
| 2      | Birgit & Frederik    | Quickstep | ‘’From Now On’’ - Hugh Jackman                       | 3     | 3       | 3      | 4      | 13    | Videre   |
| 3      | Christopher & Karina | Tango     | ’’Santa Maria’’ - Gotan Project                      | 4     | 4       | 4      | 4      | 16    | Videre   |
| 4      | Umut & Jenna         | Samba     | ‘’Love is In the Air’’ - John Paul Young             | 3     | 3       | 3      | 3      | 12    | Videre   |
| 5      | Marie & Martin       | Quickstep | ‘’Diamonds are A Girls best Friend’’ - Nicole Kidman | 6     | 5       | 5      | 6      | 22    | Ude      |
| 6      | Michael & Mie        | Tango     | ‘’Assassins Tango’’ - John Powell                    | 4     | 5       | 5      | 5      | 19    | Omdans   |
| 7      | Oscar & Asta         | Samba     | ’’Staying Alive’’ - Bee Gees                         | 5     | 5       | 5      | 6      | 21    | Videre   |
| 8      | Neel & Michael       | Jive      | ‘’Maniac’’ - Michael Sembello                        | 7     | 7       | 6      | 7      | 27    | Videre   |
| 9      | Mikkel & Mille       | Quickstep | ‘’Another Day of Sun’’ - Emma Stone & Ryan Gosling   | 6     | 6       | 6      | 5      | 23    | Videre   |
| 10     | Coco & Morten        | Samba     | ‘’Heaven must Be missing an Angel’’ - Tavares        | 6     | 6       | 6      | 6      | 24    | Videre   |
| 11     | Christel & Thomas    | Tango     | ‘’Another one bites the Dust’’ - Queen               | 6     | 6       | 5      | 5      | 22    | Videre   |

### Uge 4
| Nummer | Par                  | Dans         | Musik                                              | Hübbe | Laxholm | Eihilt | Werner | Point | Resultat |
| ------ | -------------------- | ------------ | -------------------------------------------------- | ----- | ------- | ------ | ------ | ----- | -------- |
| 1      | Mikkel & Mille       | Rumba        | ‘’Fields of Gold’’ - Sting                         | 4     | 4       | 4      | 5      | 17    | Videre   |
| 2      | Christel & Thomas    | Samba        | ‘’En som Dig’’ - Back to Back                      | 5     | 4       | 4      | 3      | 16    | Ude      |
| 3      | Neel & Michael       | Moderne dans | ‘’What About Us‘’ - Pink                           | 6     | 7       | 6      | 6      | 25    | Videre   |
| 4      | Oscar & Asta         | Vals         | ‘’Hopelessly Devoted To You’’ - Olivia Newton-John | 4     | 4       | 4      | 5      | 17    | Omdans   |
| 5      | Michael & Mie        | Samba        | ‘’Hey Mama’’ - The Black Eyed Peas                 | 3     | 3       | 4      | 3      | 13    | Videre   |
| 6      | Birgit & Frederik    | Rumba        | ‘’Shallow’’ - Lady Gaga & Bradley Cooper           | 3     | 4       | 3      | 4      | 14    | Videre   |
| 7      | Coco & Morten        | Vals         | ‘’Untitled’’ - D'Angelo                            | 6     | 6       | 6      | 6      | 24    | Videre   |
| 8      | Jakob & Silas        | Moderne dans | ‘’Crazy’’ - Clara                                  | 6     | 7       | 8      | 9      | 30    | Videre   |
| 9      | Christopher & Karina | Samba        | ‘’Mad Love’’ - Sean Paul, David Guetta, & Becky G  | 6     | 5       | 5      | 6      | 22    | Videre   |
| 10     | Umut & Jenna         | Vals         | ‘’Can You feel the Love tonight’’ - Elton John     | 4     | 3       | 3      | 3      | 13    | Videre   |

### Uge 5: Girl Power
| Nummer | Par                  | Dans        | Musik                                        | Hübbe | Laxholm | Eihilt | Werner | Point | Resultat |
| ------ | -------------------- | ----------- | -------------------------------------------- | ----- | ------- | ------ | ------ | ----- | -------- |
| 1      | Neel & Michael       | Samba       | ‘’Wannabe’’ - Spice Girls                    | 6     | 6       | 6      | 5      | 23    | Videre   |
| 2      | Michael & Mie        | Vals        | ‘’I Will always love You’’ - Whitney Houston | 5     | 5       | 5      | 5      | 20    | Omdans   |
| 3      | Umut & Jenna         | Cha-cha-cha | ‘’All About That Bass’’ - Meghan Trainor     | 3     | 3       | 3      | 4      | 13    | Videre   |
| 4      | Birgit & Frederik    | Street      | ‘’Partition’’ - Beyoncé Knowles              | 3     | 4       | 4      | 4      | 15    | Ude      |
| 5      | Jakob & Silas        | Samba       | ‘’Slow’’ - Kylie Minogue                     | 5     | 6       | 6      | 5      | 22    | Videre   |
| 6      | Coco & Morten        | Cha-cha-cha | ‘’Material Girl’’ - Madonna                  | 7     | 7       | 6      | 8      | 28    | Videre   |
| 7      | Christopher & Karina | Vals        | ‘’Always remember Us This way’’ - Lady Gaga  | 6     | 5       | 6      | 7      | 24    | Videre   |
| 8      | Mikkel & Mille       | Street      | ‘’Problem’’ - Ariana Grande & Iggy Azalea    | 6     | 6       | 5      | 5      | 22    | Videre   |
| 9      | Oscar & Asta         | Cha-cha-cha | ‘’Bad Guy’’ - Billie Eilish                  | 4     | 5       | 4      | 4      | 17    | Videre   |

### Uge 6
| Nummer | Par                  | Dans        | Musik                                                   | Hübbe | Laxholm | Eihilt | Werner | Point | Resultat |
| ------ | -------------------- | ----------- | ------------------------------------------------------- | ----- | ------- | ------ | ------ | ----- | -------- |
| 1      | Oscar & Asta         | Quickstep   | ‘’Hustle’’ - Pink                                       | 5     | 5       | 6      | 5      | 21    | Videre   |
| 2      | Christopher & Karina | Cha-cha-cha | "Cry to me" - Solomon Burke                             | 7     | 6       | 7      | 8      | 28    | Videre   |
| 3      | Jakob & Silas        | Slowfox     | ‘'Wicked game'’ - Chris Isaak                           | 7     | 7       | 7      | 7      | 28    | Videre   |
| 4      | Coco & Morten        | Quickstep   | ‘’Sealion’’ - Feist                                     | 7     | 7       | 7      | 8      | 29    | Videre   |
| 5      | Mikkel & Mille       | Jive        | ‘’The Bluebird The Buzzard And the Oriole’’ - Bobby Day | 6     | 6       | 6      | 6      | 24    | Omdans   |
| 6      | Neel & Michael       | Slowfox     | ‘’Have You met Miss Jones’’ - Richard Rodgers           | 7     | 6       | 7      | 6      | 26    | Videre   |
| 7      | Umut & Jenna         | Quickstep   | ‘’Flying’’ - Nice Little Penguins                       | 4     | 4       | 4      | 4      | 16    | Videre   |
| 8      | Michael & Mie        | Cha-cha-cha | "If I can't have you" - Shawn Mendes                    | 6     | 6       | 5      | 5      | 22    | Ude      |

### Uge 7: Knæk cancer
| Nummer | Par                  | Dans       | Musik                                     | Hübbe | Laxholm | Eihilt | Werner | Point |
| ------ | -------------------- | ---------- | ----------------------------------------- | ----- | ------- | ------ | ------ | ----- |
| 1      | Christopher & Karina | Slowfox    | ‘’We Found Love’’ - Rihanna               | 6     | 6       | 6      | 6      | 24    |
| 2      | Umut & Jenna         | Pasodoble  | ‘’Manolita’’ - Ballroom Empress Orchestra | 3     | 3       | 5      | 5      | 16    |
| 3      | Neel & Michael       | Rumba      | ‘’Get Here’’ - Oleta Adams                | 8     | 8       | 8      | 9      | 33    |
| 4      | Oscar & Asta         | Pasodoble  | ‘’Buster Voodoo’’ - Rodrigo Y Gabriela    | 6     | 5       | 6      | 6      | 23    |
| 5      | Mikkel & Mille       | Tango      | ‘’Shut Up And Dance’’ - Walk The Moon     | 5     | 6       | 6      | 6      | 23    |
| 6      | Jakob & Silas        | Rumba      | ‘’Candlelight’’ - Jack Savoretti          | 9     | 9       | 10     | 10     | 38    |
| 7      | Coco & Morten        | Pasodoble  | ‘’Tamacun’’ - Rodrigo Y Gabriela          | 9     | 8       | 8      | 9      | 34    |
| —      | Christopher & Karina | Wienervals | ‘’You Dont Own Me’’ - Lesley Gore         | —     | —       | —      | —      | 0     |
| —      | Umut & Jenna         | Wienervals | ‘’You Dont Own Me’’ - Lesley Gore         | —     | —       | —      | —      | 0     |
| —      | Neel & Michael       | Wienervals | ‘’You Dont Own Me’’ - Lesley Gore         | —     | —       | —      | —      | 3     |
| —      | Oscar & Asta         | Wienervals | ‘’You Dont Own Me’’ - Lesley Gore         | —     | —       | —      | —      | 0     |
| —      | Mikkel & Mille       | Wienervals | ‘’You Dont Own Me’’ - Lesley Gore         | —     | —       | —      | —      | 0     |
| —      | Jakob & Silas        | Wienervals | ‘’You Dont Own Me’’ - Lesley Gore         | —     | —       | —      | —      | 2     |
| —      | Coco & Morten        | Wienervals | ‘’You Dont Own Me’’ - Lesley Gore         | —     | —       | —      | —      | 1     |

- I denne uge dansede parrene på Gamle Scene på Det Kongelige Teater, og ingen af parrene blev stemt ud.
- I denne uge dansede parrene  wienervals samtidig. Dommerne valgte deres top 3, hvor førstepladsen fik tre point, andenpladsen fik to point og tredjepladsen fik ét point. De resterende par fik ingen point.
- Pointene fra denne uge bliver overført til den næste uge af Vild med dans.

#### Knæk Cancer-par
- Theis Nybo & Katrine Bonde Halby
- Betinna Jørgensen & Mads Vad
- Charlotte Langer Mortensen & Marc Mariboe Christensen

| Nummer | Par              | Dans  | Musik                                        | Hübbe | Laxholm | Eihilt | Werner | Point | Resultat |
| ------ | ---------------- | ----- | -------------------------------------------- | ----- | ------- | ------ | ------ | ----- | -------- |
| 1      | Theis & Katrine  | Jive  | ‘’Crazy Little Thing Called Love’’ - Queen   | 7     | 8       | 8      | 8      | 31    | Finalist |
| 2      | Betinna & Mads   | Vals  | ‘’Still’’ - Jennifer Rush                    | 7     | 7       | 7      | 7      | 28    | Finalist |
| 3      | Charlotte & Marc | Samba | ‘’I Dont Care’’ - Ed Sheeran & Justin Bieber | 9     | 8       | 9      | 9      | 35    | Vindere  |

### Uge 8: Dia de Los Muertos
| Nummer | Par                  | Dans         | Musik                                              | Hübbe | Laxholm | Eihilt | Werner | Point |
| ------ | -------------------- | ------------ | -------------------------------------------------- | ----- | ------- | ------ | ------ | ----- |
| 1      | Neel & Michael       | Tango        | ‘’Believer’’ - Imagine Dragons                     | 8     | 8       | 8      | 8      | 32    |
| 2      | Mikkel & Mille       | Cha-Cha-Cha  | ‘’Oye Como Va’’ - Santana                          | 6     | 6       | 6      | 7      | 25    |
| 3      | Coco & Morten        | Moderne dans | ‘’When the Party is Over’’ - Billie Eilish         | 9     | 9       | 7      | 9      | 34    |
| 4      | Jakob & Silas        | Tango        | ‘’Libertango’’ - Anderson Y Roe                    | 8     | 8       | 8      | 7      | 31    |
| 5      | Oscar & Asta         | Street       | ‘’Mamacita’’ - Jason Derulo & Farruko              | 9     | 8       | 9      | 10     | 36    |
| 6      | Christopher & Karina | Pasodoble    | ‘’Killing in the Name’’ - Rage Against the Machine | 10    | 10      | 10     | 10     | 40    |

- I denne uge blev ingen udstemt, da kokken Umut Sakarya havde valgt at trække sig frivilligt.[6]

### Uge 9: Disney
| Nummer | Par                                                 | Dans         | Musik                                         | Hübbe | Laxholm | Eihilt | Werner | Point | Resultat   |
| ------ | --------------------------------------------------- | ------------ | --------------------------------------------- | ----- | ------- | ------ | ------ | ----- | ---------- |
| 1      | Coco & Morten                                       | Rumba        | ‘’Smooth Operator’’ - Sade                    | 8     | 8       | 9      | 9      | 34    | Omdans     |
| 2      | Christopher & Karina                                | Moderne dans | ‘’Ready or Not’’ - The Fugees                 | 9     | 9       | 10     | 10     | 38    | Videre     |
| 3      | Jakob & Silas                                       | Pasodoble    | ‘’Dance of The Knights’’ - Sergej Prokofjev   | 10    | 10      | 10     | 10     | 40    | Videre     |
| 4      | Mikkel & Mille                                      | Slowfox      | ‘’Can I steal a little love’’ - Frank Sinatra | 7     | 7       | 8      | 8      | 30    | Ude        |
| 5      | Oscar & Asta                                        | Rumba        | ‘’Mad World’’ - Tears for Fears               | 8     | 8       | 7      | 8      | 31    | Videre     |
| 6      | Neel & Michael                                      | Pasodoble    | ‘’I Love It’’ - Charlie Xcx & Icona Pop       | 9     | 8       | 8      | 8      | 33    | Videre     |
| 1      | Coco & Morten, Oscar & Asta, Neel & Michael         | Holddans     | '’Under the Sea’' - Samuel E Wright           | 9     | 9       | 8      | 10     | 36    | Vinder     |
| 2      | Mikkel & Mille, Jakob & Silas, Christopher & Karina | Holddans     | ’’A Friend Like Me’’ - Robin Williams         | 8     | 8       | 8      | 9      | 33    | Andenplads |

### Uge 10: Kvartfinale
| Nummer | Par                  | Dans                        | Musik                                       | Hübbe | Laxholm | Eihilt | Werner | Point | Resultat |
| ------ | -------------------- | --------------------------- | ------------------------------------------- | ----- | ------- | ------ | ------ | ----- | -------- |
| 1      | Jakob & Silas        | Quickstep                   | ‘’Love me Like You do’’ - Ellie Goulding    | 9     | 9       | 10     | 9      | 37    | Videre   |
| 2      | Oscar & Asta         | Slowfox                     | ‘’Rewrite the Stars’’ - Zac Efron & Zendaya | 7     | 6       | 7      | 8      | 28    | Videre   |
| 3      | Christopher & Karina | Rumba                       | ‘’Take On Me’’ a-ha                         | 8     | 8       | 9      | 10     | 35    | Omdans   |
| 4      | Neel & Michael       | Quickstep                   | ‘’I Be There for You’’ - The Rembrandts     | 9     | 9       | 9      | 9      | 36    | Ude      |
| 5      | Coco & Morten        | Slowfox                     | ‘’I Cant Make You Love Me’’ - Bonnie Raitt  | 10    | 10      | 10     | 10     | 40    | Videre   |
| —      | Jakob & Silas        | Maratondans - Carolina Shag | ‘’Beautican Blues’’ — B. B. King            | —     | —       | —      | —      | 5     | —        |
| —      | Oscar & Asta         | Maratondans - Carolina Shag | ‘’Beautican Blues’’ — B. B. King            | —     | —       | —      | —      | 1     | —        |
| —      | Christopher & Karina | Maratondans - Carolina Shag | ‘’Beautican Blues’’ — B. B. King            | —     | —       | —      | —      | 3     | —        |
| —      | Neel & Michael       | Maratondans - Carolina Shag | ‘’Beautican Blues’’ — B. B. King            | —     | —       | —      | —      | 4     | —        |
| —      | Coco & Morten        | Maratondans - Carolina Shag | ‘’Beautican Blues’’ — B. B. King            | —     | —       | —      | —      | 2     | —        |

### Uge 11: Semifinale
| Nummer | Par                  | Dans             | Musik                                             | Hübbe | Laxholm | Eihilt | Werner | Point | Resultat |
| ------ | -------------------- | ---------------- | ------------------------------------------------- | ----- | ------- | ------ | ------ | ----- | -------- |
| 1      | Oscar & Asta         | Argentinsk Tango | ’’El Choclo’’ - Carlos Di Sarli y Orquestra       | 9     | 8       | 8      | 10     | 35    | Ude      |
| 1      | Oscar & Asta         | Showdans         | ’’I’’ - Kendrick Lamar                            | 10    | 9       | 9      | 9      | 37    | Ude      |
| 2      | Coco & Morten        | Argentinsk Tango | ’’Jose Encore Aimer’’ - Argentine Tango Orchestra | 10    | 10      | 9      | 10     | 39    | Videre   |
| 2      | Coco & Morten        | Showdans         | ’’Perm’’ - Bruno Mars                             | 9     | 9       | 10     | 9      | 37    | Videre   |
| 3      | Jakob & Silas        | Argentinsk Tango | ’’Nonino’’ - Leopoldo Federico                    | 10    | 10      | 10     | 9      | 39    | Videre   |
| 3      | Jakob & Silas        | Showdans         | ’’Perm’’ - Bruno Mars                             | 9     | 9       | 10     | 10     | 38    | Videre   |
| 4      | Christopher & Karina | Argentinsk Tango | ’’Cabulero’’ - Buenos Aires Tango                 | 10    | 9       | 10     | 10     | 39    | Videre   |
| 4      | Christopher & Karina | Showdans         | ’’I’’ - Kendrick Lamar                            | 9     | 9       | 10     | 10     | 38    | Videre   |

- I holddansen skulle nydanserne stå på egne ben i moderne showdans, da de blev parret med hinanden. Coco blev parret med Jakob. Oscar blev parret med Christopher.
- Nydanserne fik individuelle point for holddansen.

### Uge 12: Finalen
| Nummer | Par                  | Dans        | Musik                                                                                         | Hübbe | Laxholm | Eihilt | Werner | Point | Resultat    |
| ------ | -------------------- | ----------- | --------------------------------------------------------------------------------------------- | ----- | ------- | ------ | ------ | ----- | ----------- |
| 1      | Christopher & Karina | Jive        | "Can you do this" - Aloe Blacc                                                                | 9     | 9       | 10     | 10     | 38    | Tredjeplads |
| 1      | Christopher & Karina | Freestyle   | "Pushing on" - Oliver Sollar & Jimi Jules                                                     | 9     | 9       | 10     | 9      | 37    | Tredjeplads |
| 2      | Coco & Morten        | Cha-cha-cha | "I follow rivers" - Lykke Li                                                                  | 9     | 9       | 9      | 10     | 37    | Andenplads  |
| 2      | Coco & Morten        | Freestyle   | "Opening" - Beyonce Knowles / ‘’Girls’’ - Beyonce Knowles / ‘’End Of Time’’ - Beyonce Knowles | 10    | 10      | 10     | 10     | 40    | Andenplads  |
| 3      | Jakob & Silas        | Pasodoble   | "Aroul" - Taalbi Brothers                                                                     | 10    | 10      | 10     | 10     | 40    | Vindere     |
| 3      | Jakob & Silas        | Freestyle   | "I'll never love again" - Lady Gaga                                                           | 9     | 9       | 10     | 9      | 37    | Vindere     |